# Ba ya jin
Ba ya jin é um filme de drama hong-konguês de 1989 dirigido e escrito por Mabel Cheung. Foi selecionado como representante de Hong Kong à edição do Oscar 1990, organizada pela Academia de Artes e Ciências Cinematográficas.

## Elenco
- Sammo Hung - 'Slim' Cheng
- Sylvia Chang - Odds e Ends